# Chassiers
Chassiers ist eine französische Gemeinde mit 992 Einwohnern (Stand 1. Januar 2022) im Département Ardèche in der Region Auvergne-Rhône-Alpes. Die Bewohner werden Chassiérois(es) genannt.

## Geografie
Die Gemeinde erstreckt sich im südlichen Teil der Cevennen und grenzt dabei unter anderem an die Kommunen Largentière und Vinezac. Sie ist Teil des Regionalen Naturparks Monts d’Ardèche. 
Im Süden schließen sich die ersten Ausläufer der Tanargue an. Die nächstgrößte Stadt ist Aubenas in elf Kilometern nordöstlicher Entfernung. Das Dorf liegt entlang des Flusses Ligne. Außerdem fließt die Lande durch das Gemeindegebiet.

## Geschichte
Chassiers wurde erstmals 549 in einem Dokument zur Erhaltung der Minen der Region um Largentière erwähnt.
Der bekannte lokale Historiker Albin Mazon geht auch davon aus, dass in dieser Zeit ein Männerkloster vom Bischof von Viviers, Mélianus II., zu Ehren des Heiligen Benoît gegründet wurde. Jedoch ist die entsprechende Quelle für lange Zeit verschwunden und nach Mauzon in die "Charta Vetus" aus dem 10. Jahrhundert aufgenommen worden. Der Text, der in der schwer leserlichen Schrift des frühen Mittelalters verfasst worden ist, konnte aber von den meisten Historikern nicht entziffert werden. So auch nicht von Père Colombi, der im 17. Jahrhundert der Erste war, der sich mit den Dokumenten der Charta befasst hatte. Gegen die These von Mauzon spricht außerdem der Fakt, dass auf dem heutigen Gemeindegebiet keine Überreste oder Spuren eines ehemaligen Klosters zu finden sind.
Am 26. Februar 1584 wurde die "Brüderschaft der blauen Büßer" (confrérie des pénitents bleus) auf Initiative des damaligen Lehnsherren Louis de la Vernade gegründet. Die Gemeinde wuchs damit zum regionalen Machtzentrum der Katholischen Kirche heran und musste sich in der Folge 1562 und während der Religionskriege gegen Angriffe der befeindeten protestantischen Minderheit, der Hugenotten, verteidigen. Während einer Schlacht im Jahre 1568 wurde das Schloss der Gemeinde, das Château de la Mothe-Chalendar, ausgeplündert. Es gehörte seit dem 14. Jahrhundert der reichen Familie Chalendar, bis es im 16. Jahrhundert an die Familie Rivière verkauft wurde.

### Bevölkerungsentwicklung
| Jahr                       | 1962 | 1968 | 1975 | 1982 | 1990 | 1999 | 2006 | 2016 |
| Einwohner                  | 665  | 713  | 713  | 854  | 930  | 866  | 966  | 1022 |
| Quellen: Cassini und INSEE |      |      |      |      |      |      |      |      |

## Kultur und Sehenswürdigkeiten
Chassiers ist ein pittoresker Ort mit überwiegend aus Kalkstein gefertigten Häusern, die zum größten Teil aus dem Mittelalter stammen.
Das Dorf beherbergt zwei Schlösser. Das Château de la Mothe-Chalendar aus dem 15. Jahrhundert mit Senkbrücke und Rundtürmen. Nachdem es in den Religionskriegen von den Hugenotten geplündert und in Brand gesteckt wurde, ist es 1568 und 1585 wieder aufgebaut worden. Zum besseren Schutz gegen Feinde wurde zusätzlich ein Burggraben errichtet, der die Anlage umrundet.
Das Schloss von Jacques de Vernade aus dem 15. und 16. Jahrhundert ist schon von weitem aufgrund seines großen Rundturms zu erkennen. Als Hochburg des Katholizismus wurden an dieser Stelle zahlreiche Treffen des Bistums von Viviers abgehalten. Heute beherbergt es das Bürgermeisteramt.
Des Weiteren lassen sich zwei Kapellen und eine Kirche finden. Die Kapelle von Saint-Benoît des Büßerordens Les Pénitents Bleus ist vollständig im romanischen Stil des späten 17. Jahrhunderts gehalten. Diese religiöse Gemeinschaft hat sich von 1584 bis zum Ende des 19. Jahrhunderts dort zum Ausüben ihres Glaubens niedergelassen. Wahrscheinlich wurde der Sakralbau auf dem Gelände eines ehemaligen Klosters errichtet, das zur ersten Erwähnung von Chassiers geführt hatte. Die Kapelle besitzt zwei Apsiden und zwei Kirchenschiffe, um die Gläubigen von den Geistlichen zu trennen. 1562 wurde sie ebenfalls von den Hugenotten angegriffen und beschädigt.

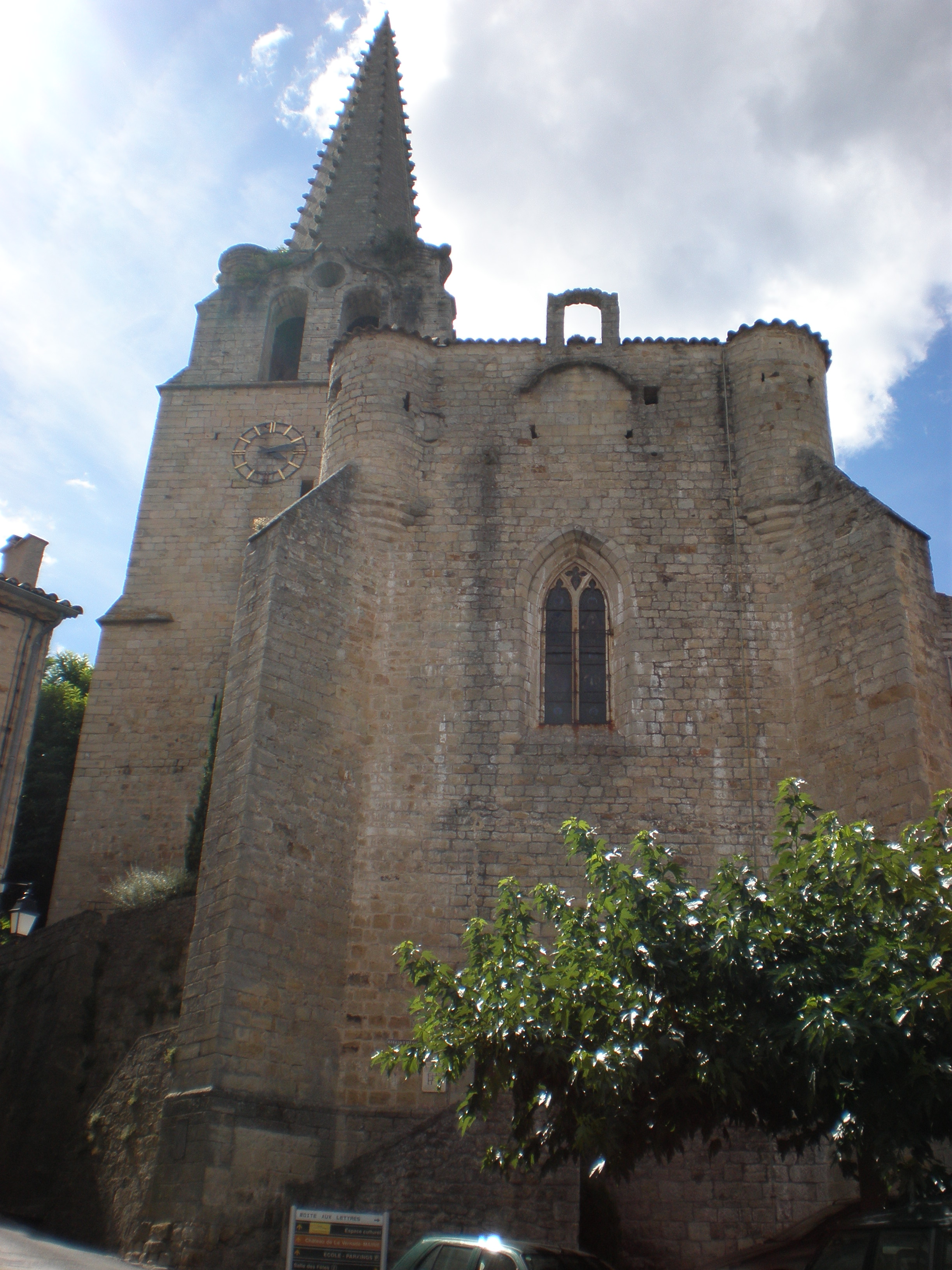
Kirche Saint-Hilaire

Die auf dem Dorfplatz gelegene Kirche Saint-Hilaire aus dem 15. Jahrhundert ist überwiegend im gotischen Stil gehalten, aber auffällig durch ihre starke Befestigung. Eine von außen begehbare Krypta unterhalb des Kirchenbaus beherbergt die örtliche Bibliothek.
Die Kapelle Notre-Dame de Bonne Rencontre, die sich ein wenig oberhalb des Dorfes befindet, wird momentan restauriert. Der Panoramablick, der sich von dem höher gelegenen Weiler Les Combes bietet, zieht viele Wanderer in den Ort.